# Gidle (gmina)
Pour les articles homonymes, voir Gidle.
Gidle est une gmina (commune) rurale (gmina wiejska) du powiat de Radomsko, dans la Voïvodie de Łódź, dans le centre de la Pologne.
Son siège administratif (chef-lieu) est le village de Gidle, qui se situe environ 13 kilomètres (km) au sud de Radomsko (siège du powiat) et 93 kilomètres au sud de la capitale régionale Łódź (capitale de la voïvodie).
La gmina couvre une superficie de 116,32 km2 pour une population de 6 610 habitants en 2006.

## Géographie
La gmina inclut les villages de:
- Borki
- Borowa
- Ciężkowice
- Chrostowa
- Gidle
- Gowarzów
- Górka
- Graby
- Kajetanowice
- Kotfin
- Ludwików
- Michałopol
- Piaski
- Pławno
- Ruda
- Stanisławice
- Stęszów
- Włynice
- Wojnowice
- Wygoda
- Zabrodzie
- Zagórze

### Gminy voisines

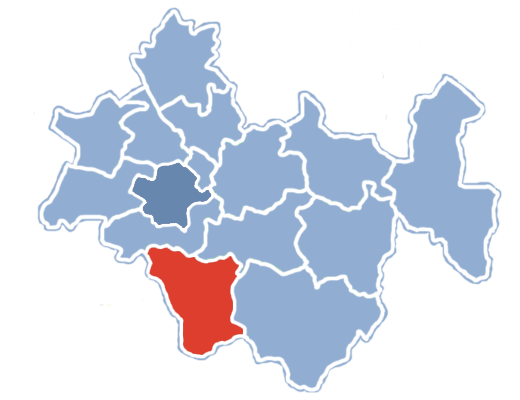
Position de la gmina dans le powiat

La gmina de Gidle est voisine ds gminy de:
- Dąbrowa Zielona
- Kłomnice
- Kobiele Wielkie
- Kruszyna
- Radomsko
- Żytno.

## Administration
De 1975 à 1998, la gmina était attachée administrativement à l'ancienne voïvodie de Częstochowa.

Depuis 1999, elle fait partie de la nouvelle voïvodie de Łódź.

## Structure du terrain
D'après les données de 2002, la superficie de la commune de Gidle est de 116,32 kilomètres carrés, répartis comme telle :
- terres agricoles : 59 %
- forêts : 32 %

La commune représente 8,06 % de la superficie du powiat.

## Démographie
Données du 30 juin 2014 :
| Description        | Total  | Total | Femmes | Femmes | Hommes | Hommes |
| ------------------ | ------ | ----- | ------ | ------ | ------ | ------ |
| Unité              | Nombre | %     | Nombre | %      | Nombre | %      |
| Population         | 6 269  | 100   | 3 095  | 49     | 3 174  | 51     |
| Densité (hab./km²) | 54     | 54    | 26,7   | 26,7   | 27,3   | 27,3   |